# بوب كاروثرز
بوب كاروثرز (بالإنجليزية: Bob Caruthers)‏ هو لاعب كرة قاعدة أمريكي، ولد في 5 يناير 1864 في ممفيس في الولايات المتحدة، وتوفي في 5 أغسطس 1911 في بيوريا في الولايات المتحدة.

## وصلات خارجية
- بوب كاروثرز على موقعبيزبول رفرنس.كوم (الدوري الرئيسي) (الإنجليزية)
- بوب كاروثرز على موقعبيزبول رفرنس.كوم (الدوري الثانوي) (الإنجليزية)
- بوب كاروثرز على موقع جمعية أبحاث البيسبول الأمريكية (الإنجليزية)
- بوب كاروثرز على موقع مشجعي الرسوم البيانية (الإنجليزية)